# Nina Allender
Pour les articles homonymes, voir Allender.
Nina Evans Allender (Auburn, 25 décembre 1873 - Plainfield, 2 avril 1957) est une artiste, caricaturiste et militante des droits des femmes américaine. Elle étudie l'art aux États-Unis et en Europe avec William Merritt Chase et Robert Henri. Allender travaille en tant qu'organisatrice, conférencière et militante pour le suffrage féminin. Elle est la « caricaturiste officielle » des publications du National Woman's Party, créant ce que l'on appelle maintenant la « Allender Girl ». 

## Biographie

### Jeunesse
Nina Evans est née le 25 décembre 1873 à Auburn, au Kansas, le jour de Noël,,. Son père, David Evans, originaire du comté d'Oneida à New York, s'installe au Kansas, où il exerce les fonctions d'enseignant avant de devenir directeur d'école. Sa mère, Eva Moore, est enseignante dans une école communale,. Les Evans partent vivre à Washington DC en septembre 1881, et Eva Evans travaille au ministère de l'Intérieur en tant que commis au Land Office. Elle y travaille jusqu'en août 1902,, et est l'une des premières femmes à être employée par le gouvernement fédéral. David Evans travaille, lui, au département de la Marine des États-Unis en tant que commis, mais est également poète,, et écrivain de nouvelles. Il meurt le 13 décembre 1906 et est enterré au cimetière national d'Arlington.

### Mariage
En 1893, à l'âge de 19 ans, Nina Evans épouse Charles H. Allender,. Quelques années plus tard, Charles Allender, dit-on, prend une forte somme d'argent à la banque où il travaille et s'enfuit avec une autre femme. Abandonnée par son mari, Nina intente une action en divorce contre lui en janvier 1905, mettant en avant son infidélité. Leur divorce est prononcé quelques mois plus tard,. 

### Carrière

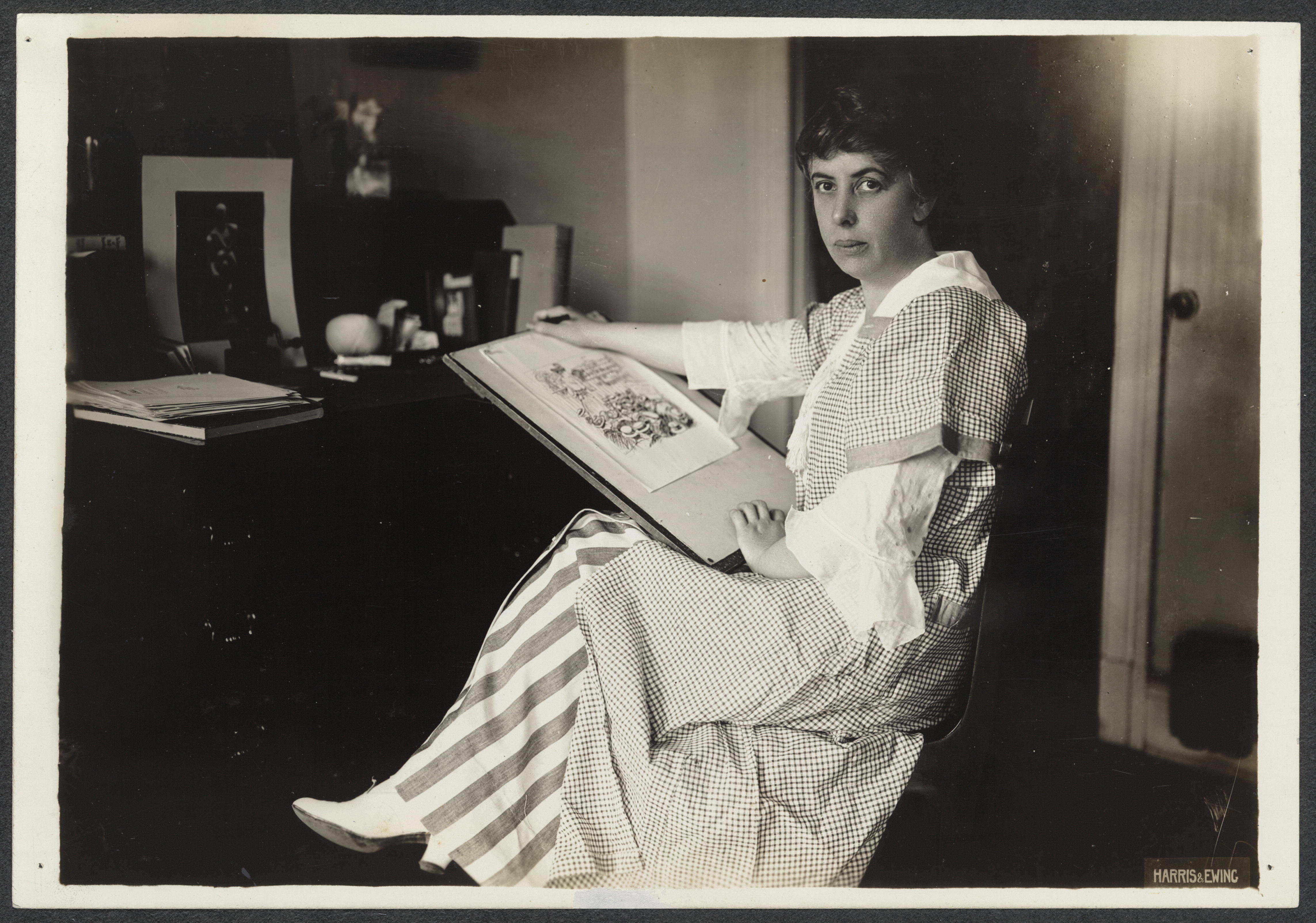
Nina Allender à son bureau

Vers 1906, son portrait, avec le peintre Charles Sheeler est peint par Morton Schamberg. Il faisait autrefois partie de la collection de la Corcoran Gallery of Art à Washington, mais lors de la fermeture de ce musée, il est transféré à la National Gallery of Art. Après des années d'études à l'étranger, Allender entre au département du Trésor et au General Land Office à Washington. Elle vit à Washington en 1916 et ouvre un studio d'art à New York en 1917. 
En 1942, Allender déménage à Chicago, en Illinois et y reste pendant plus de dix ans. En 1955, elle s'installe à Plainfield, dans le New Jersey, où réside une de ses nièces, Mme Frank Detweiler (Joan). Elle meurt chez sa nièce à Plainfield le 2 avril 1957,,.

## Art et engagement

### Éducation et style
Allender suit des cours à la Corcoran Gallery of Art, puis étudie auprès de Robert Henri et William Merritt Chase à la Pennsylvania Academy of the Fine Arts du printemps 1903 à 1907. Elle passe l'été de 1903 à faire une tournée estivale de peinture, organisée par Chase. Allender rejoint la classe estivale de peinture dirigée par Robert Henri en Italie en 1905,. Allender considère William Merritt Chase  et Robert Henri comme ses mentors. Au cours de ce voyage d'études en Europe, elle devient amie avec les peintres modernistes Charles Sheeler et Morton Schamberg. À Londres, elle est l'élève de Frank Brangwyn,,. Les œuvres d'Allender présentées lors d'une exposition de la Washington Society of Artists en 1909 sont décrites comme « d'excellentes petites images de neige ».

### Vote des femmes

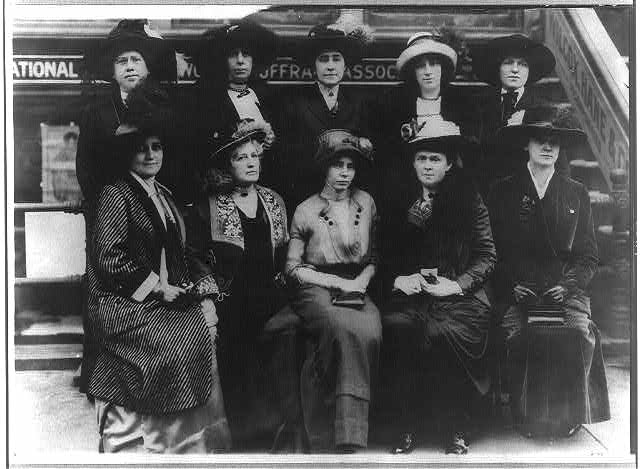
Membres du comité congressionnel de la NAWSA. Nina Allender est la deuxième en partant de la gauche au second rang.

À 38 ans, Nina Allender commence à s'impliquer sérieusement dans la NAWSA (National American Woman Suffrage Association). En 1912, l’Ohio organise un référendum sur le suffrage des femmes. Allender s’y rend et prend plaisir à faire du porte-à-porte et à manifester avec d’autres suffragettes. Elle se porte alors volontaire pour aider le comité du Congrès de la NAWSA à planifier son meeting pour le vote des femmes du 3 mars 1912 à Washington. Allender est nommée présidente du comité des « réunions en plein air » ainsi que responsable des « affiches, cartes postales et couleurs ». Cette même année, elle devient présidente de la District of Columbia Woman Suffrage Association et est invitée comme conférencière lors de nombreux rassemblements locaux. Au printemps 1913, elle est présidente du Stanton Suffrage Club, qui organise une conférence sur Le vote des femmes et les femmes d'affaires. Allender parle aux côtés de la future membre du Congrès Jeannette Rankin et est une des quatorze femmes qui rencontrent le président Woodrow Wilson pour défendre le vote des femmes. 
En avril 1914, Allender déménage temporairement à Wilmington (Delaware) pour coordonner un défilé le 2 mai,. Un an plus tard, elle siège au conseil consultatif de l’Union nationale pour le vote des femmes et devient présidente de la nouvelle branche locale de l’Union du Congrès. Dans un communiqué de presse sur le vote des femmes, Allender est identifiée comme l'une des six « oratrices de rue » de la campagne.  
En 1916, Allender est déléguée officielle à la convention de Chicago du National Woman's Party nouvellement lancé. En automne, elle est envoyée par le Parti faire du lobbying dans le Wyoming en faveur d'un amendement fédéral,. Lorsque le Parti a commence à faire des piquets de grève autour de la Maison Blanche pour faire pression sur le président Wilson, Allender les rejoint et sert de déléguée lors d'un grand défilé pour le vote des femmes. Le 14 février 1917, le Parti envoie au président Wilson et aux législateurs des cartes pour la Saint-Valentin, conçues par Allender, pour un appel un peu gentil lors de la campagne visant à obtenir le droit de vote des femmes.

### Caricaturiste du National Woman's Party
Les journaux jouent un rôle important lors des campagnes pour les droits des femmes et le suffrage. La Congressional Union, dirigée par Alice Paul, fonde son propre périodique, The Suffragist, en 1913. Allender est l'artiste principale de la publication, dans laquelle on retrouve des caricatures politiques. Les journalistes sont Alice Paul et Rheta Childe Dorr, une des fondatrices, venue à Washington à la demande de Paul et Lucy Burns, un autre dirigeante du mouvement suffragiste. Allender, après avoir été persuadée par Paul, découvre qu'elle a du talent pour les dessins politiques et devient « la caricaturiste officielle » de The Suffragist . Sa première caricature politique, qui décrit la campagne et le besoin de voter des femmes, est publiée dans le numéro du 6 juin 1914. Toute la page de couverture est ensuite occupée par un dessin de Nina Allender. Une critique de son travail en 1918 concède que sa première période « traite d'anciens textes sur le suffrage des femmes, essayant toujours de prouver que la place des femmes n'était plus à la maison ».

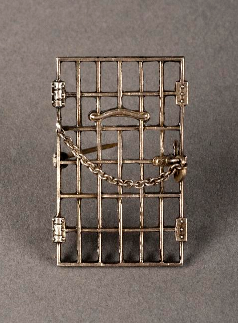
Broche « emprisonnée pour la liberté » d'Amelia Himes Walker, 1917.

Allender est l'auteure de 287 caricatures politiques sur le suffrage des femmes. L'« Allender girl » donne l'image d'une jeune femme américaine capable, qui incarne « le nouvel esprit du mouvement pour le suffrage des femmes qui a débuté quand Alice Paul et Lucy Burns sont arrivées dans la capitale nationale en 1913 ».
L'image publique des défenseures des droits des femmes change grâce à la représentation par Allender de jeunes femmes élégantes, attrayantes et sérieuses, qui devient la « New Woman », éduquée, moderne et plus libre,. Parmi les autres sujets de ses caricatures, on trouve les membres du Congrès, l'Oncle Sam, et des symboles pour l’amendement de la loi concernant le suffrage des femmes. 
Allender conçoit aussi l'épinglette  «Jailed for Freedom », qui est donnée aux femmes emprisonnées à partir de juillet 1917 pour leurs activités de propagande et leurs piquets de grève. 
La couverture du numéro du 1er septembre 1920 de The Suffragist montre un dessin d'Allender, Victory, pour symboliser l'obtention du droit de vote. Allender crée également des caricatures politiques pour la revue Equal Rights, qui prend la suite de The Suffragist en 1923. Elle prend sa retraite en raison de problèmes de santé en 1946.

### Organisations artistiques
Nina Allender est membre des organisations suivantes :
- Membre fondatrice du Arts Club of Washington[1],[53]
- Art Students League of Washington[53] : Allender en est la secrétaire pour la correspondance au début du siècle[54].
- Beaux Arts Club[55]
- Society of Washington Artists[2],[53]
- Washington Watercolor Club[53]

### Postérité
Après l'aboutissement de la campagne pour le suffrage des femmes, Nina Allender reste active au sein du National Woman's Party et siège à son conseil pendant encore deux décennies. Ses dessins originaux sont d'abord conservés par la Bibliothèque du Congrès, jusqu'à ce qu'ils soient déposés au Belmont-Paul Women's Equality National Monument, l'ancien siège du National Woman's Party. Certains d'entre eux sont réimprimés dans des anthologies.

## Galerie

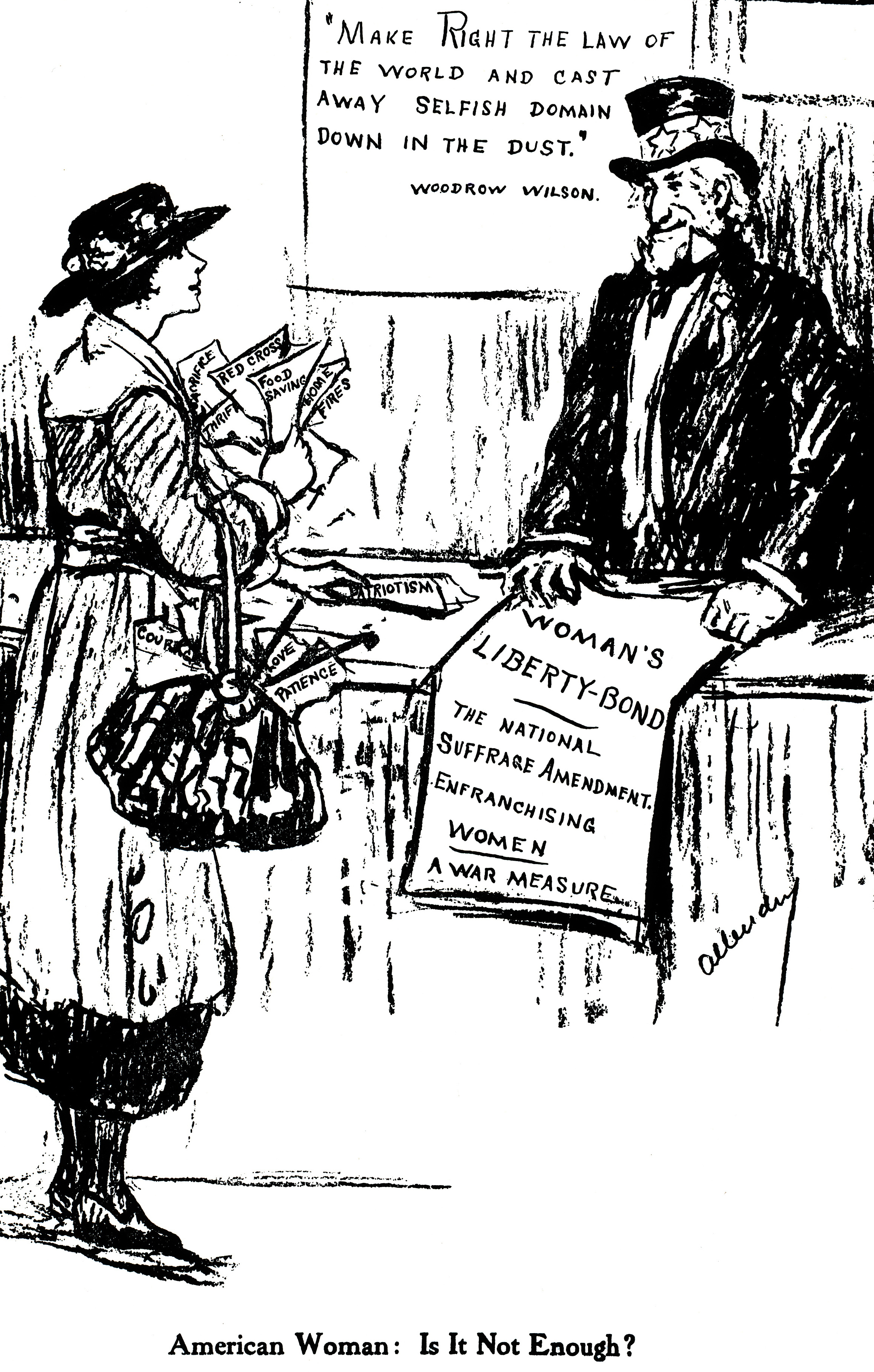
Americain Women, 1918.
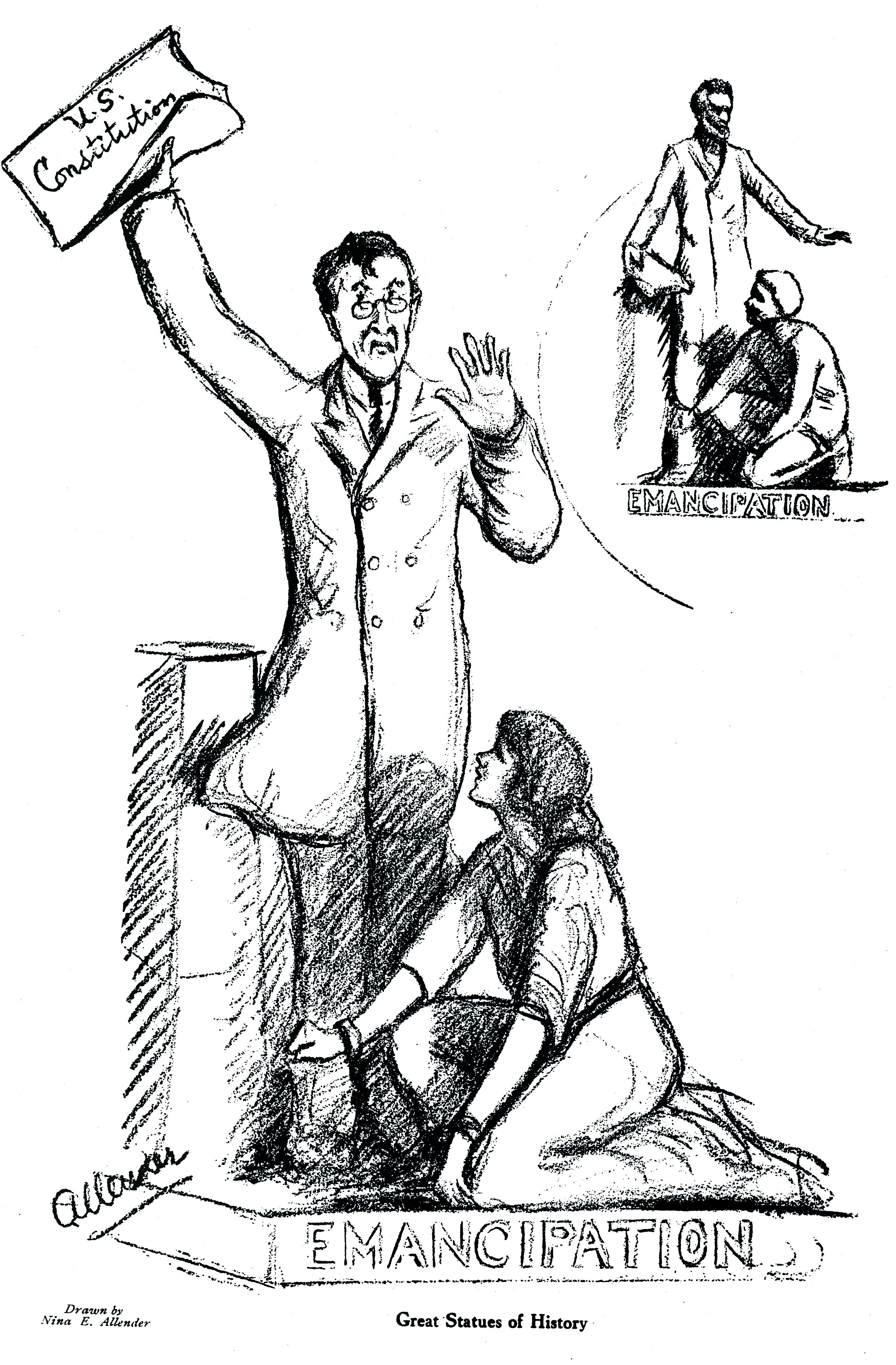
Great Statues, 1915.
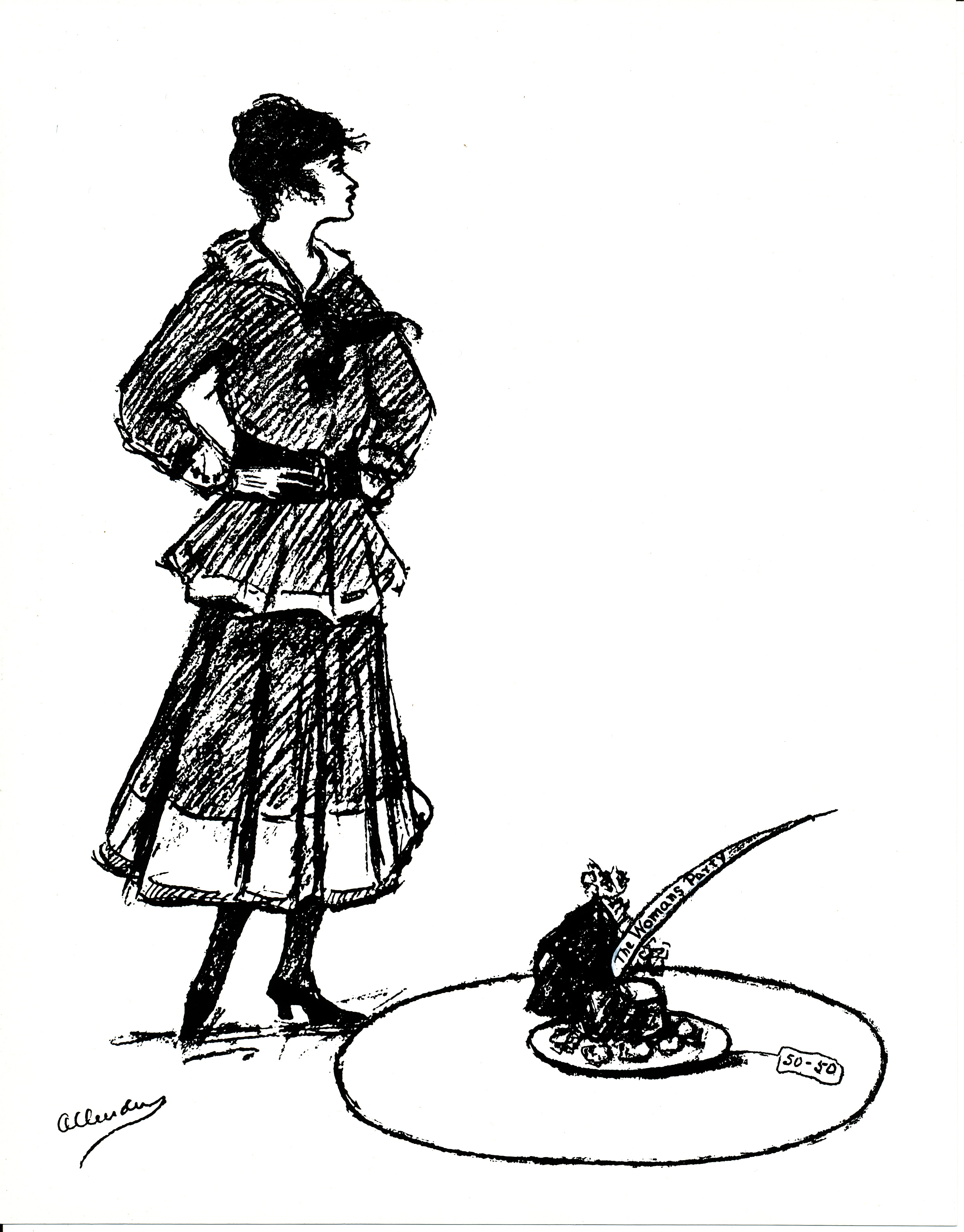
Hat in the Ring, 1916
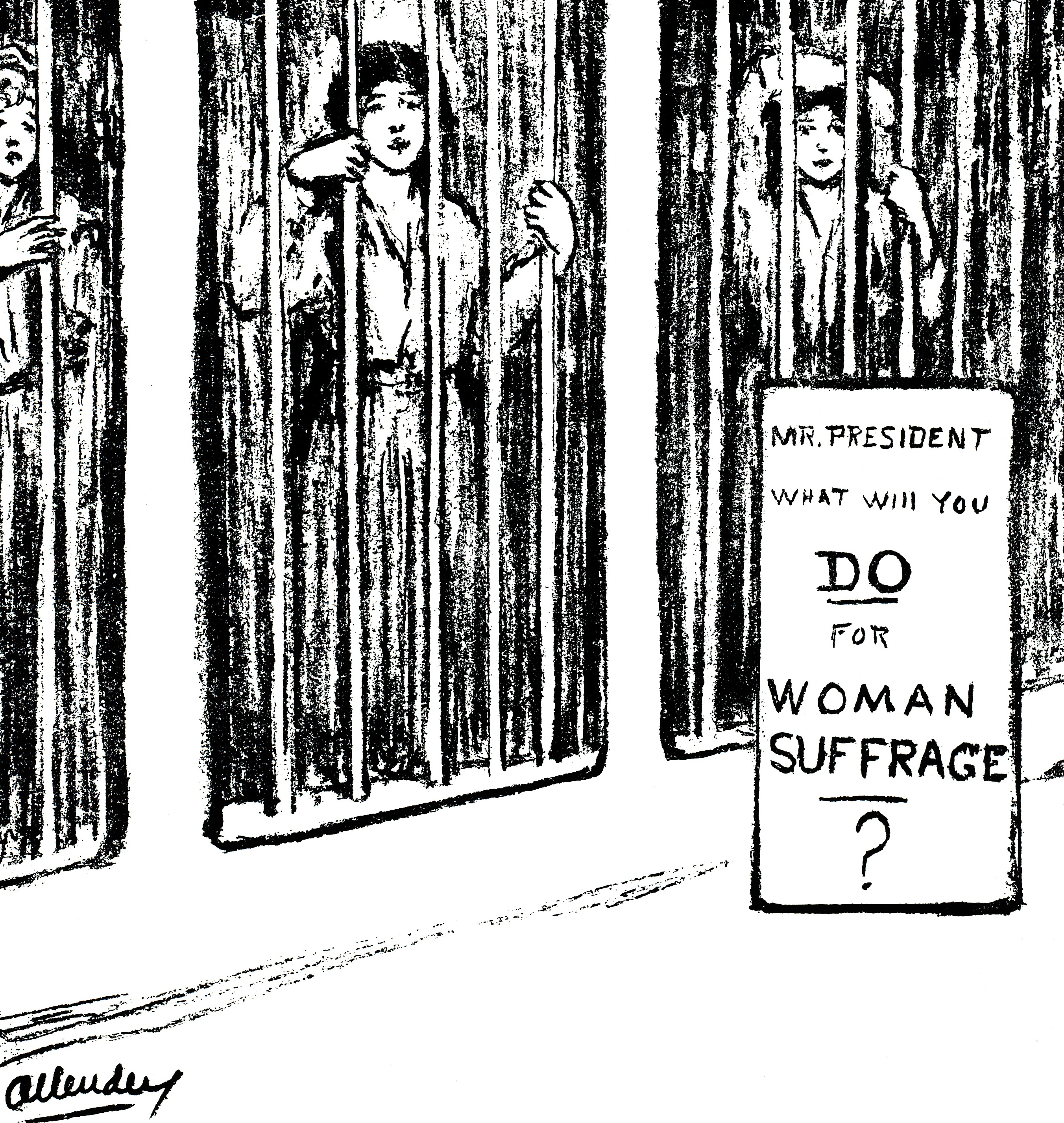
President Wilson Says 'Godspeed to the Cause', 1917.
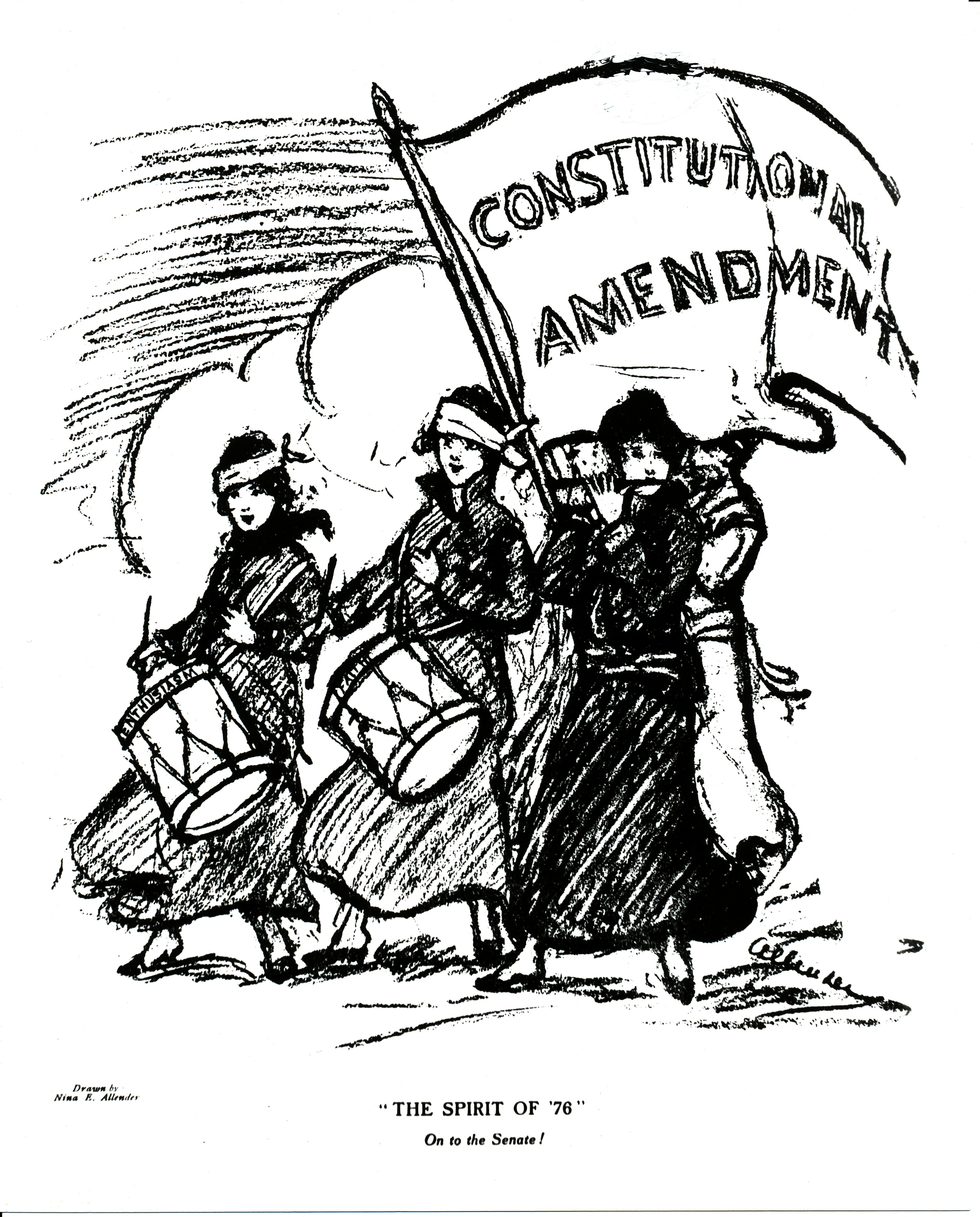
Spirit of '76, 1915
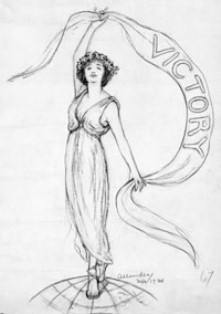
Victory, 1920.